# Aeroportul Internațional Chicago O'Hare
Aeroportul Internațional Chicago O'Hare (Chicago O'Hare International Airport. IATA: ORD, ICAO: KORD) este cel mai mare aeroport internațional al orașului Chicago, Illinois, SUA. 
Cu un trafic anual de pasageri de peste 76 de milioane este, după Aeroportul Atlanta din orașul Atlanta, Georgia, SUA, al doilea aeroport din lume ca număr de pasageri. Este destinație pentru nenumărate zboruri transoceanice și cel mai important nod aerian pentru compania de zbor United Airlines și al doilea nod ca mărime pentru compania cu care se află la concurență, American Airlines.   

## Legături externe
Materiale media legate de Aeroportul Internațional Chicago O'Hare la Wikimedia Commons
- Site web oficial